# Los Sims: Superstar
Los Sims Superstar es la sexta expansión que salió para PC de Los Sims.
En Los Sims Superstar podremos hacer a nuestros sims famosos en las carreras de cantante, actor y modelo, y así conseguir llegar a lo más alto en Ciudad Estudio.

## Novedades

### Personajes
- Personajes famosos y no tan famosos:

Los famosos que aparecen en este juego son Marilyn Monroe , Avril Lavigne, Andy Warhol, Christina Aguilera, Jon Bon Jovi y Freddie Prinze Jr. Con alguno de ellos incluso el jugador llegará a interactuar. Otros personajes no famosos, pero que si lo son en Los Sims, son los personajes de la familia Glamour, que frecuentan Ciudad Estudio. Otros, apellidados Quiero y Nopuedo son personajes que no han podido llegar a un lugar digno en la fama, pero que frecuentan Ciudad Estudio en busca de autógrafos o para encontrar un personaje famoso.
- Paparazzi:

Nos ignorará si no somos famosos, pero si somos un buen personaje, nos hará fotos y nos hará ganar reputación entre los famosos.
- Masajistas:

Podremos disfrutar de un placentero masaje.
- Fan obsesionado:

Este hombre está loco por ti. Incluso aparecerá en tu casa si eres famoso, y te dejará rosas negras.
- Mayordomo:

Una opción alternativa a Servo, (500 § al día).

### Construcción y amueblado
En total contiene más de 150 nuevos artículos, algunos de ellos son: la antena parabólica, el karaoke, la máquina productora de oxígeno, el simulador de paracaidismo, el estudio de música o el acuario a tamaño Sim.
En el apartado de ropas, se añaden nuevos vestidos (ropas de alta costura) y caras.
También podrás viajar a otros países, pero inventados de los sims muy parecidos a los reales.

### Opciones
- Permite llamar a una tranvía (estilo turístico) y visitar un solar de Ciudad Estudio. Si perteneces a la Agencia de Talentos, un coche particular vendrá a recogerte.
- Podemos hacernos famosos, pasando por todo tipo de situaciones.
- Cuatro nuevos canales si instalamos una antena parabólica.
- Si somos muy buenos en alguno de los talentos, podremos ganar un "Simmy", un premio parecido a los Óscar o los Grammy.
- Para triunfar, necesitamos tener buenos niveles de Carisma, Creatividad y Físico, aparte de las amistades que requieren otros trabajos.

- Datos: Q768964